# Einsamkeit
Einsamkeit (укр. «Самотність») — другий студійний альбом швейцарського гурту Lacrimosa. Реліз відбувся в 1992 році. Він також витриманий у стилістиці darkwave, як і перший альбом Angst, але на відміну від попередника під час запису використовувалися не лише синтезатори, а також живі музичні інструменти, для чого були запрошені сесійні музиканти.

## Список композицій
| #  | Назва                              | Автор      | Тривалість |
| -- | ---------------------------------- | ---------- | ---------- |
| 1. | «Tränen Der Sehnsucht» (Part I&II) | Тіло Вольф | 9:38       |
| 2. | «Reissende Blicke»                 | Тіло Вольф | 10:35      |
| 3. | «Einsamkeit»                       | Тіло Вольф | 5:08       |
| 4. | «Diener Eines Geistes»             | Тіло Вольф | 6:39       |
| 5. | «Loblied Auf Die Zweisamkeit»      | Тіло Вольф | 9:40       |
| 6. | «Bresso»                           | Тіло Вольф | 5:01       |

## Учасники запису[Архівовано28 вересня 2011 уWayback Machine.]
- Stelio Diamantopoulos — бас-гітара;
- Eric The Phantom — скрипка;
- Roland Thaler — гітара;
- Philippe Alioth — синтезатор, фортепіано;
- Тіло Вольф — вокал, фортепіано, синтезатор, ударні.